# یانیس ایساد
یانیس ایساد (فرانسوی: Yannis Yssaad‎؛ زادهٔ ۲۵ ژوئن ۱۹۹۳ ‏(۳۱ سال)) دوچرخه‌سوار اهل فرانسه است.
از باشگاه‌هایی که در آن رکاب زده‌است می‌توان به تیم دوچرخه‌سواری آرمی دو تر، سن میشل–اوبر۹۳، و سن میشل–اوبر۹۳، و کاخا رورال-سگوروس رخا اشاره کرد.